# Hans Alfredson
Hans Folke Alfredson (Malmö, 28 giugno 1931 – Stoccolma, 10 settembre 2017) è stato un regista, attore e scrittore svedese, detentore del record di vittorie al Guldbagge come miglior regista con tre premi ottenuti nel 1975, nel 1982 e nel 1985.

## Biografia
Iniziò la sua carriera in collaborazione con il drammaturgo Tage Danielsson col quale formò il duo comico Hasse & Tage, lavorando sul tema del teatro dell'assurdo. Fu attore e regista di primo piano nell'ambito cinematografico e televisivo svedese.

## Vita privata
I figli Daniel e Tomas proseguirono l'attività registica del padre.

## Filmografia parziale

### Attore

#### Cinema
- La vergogna (Skammen), regia di Ingmar Bergman (1968)
- Quella strega di Pippi Calzelunghe (På rymmen med Pippi Långstrump), regia di Olle Hellbom (1970)
- Äppelkriget, regia di Tage Danielsson (1971)
- La nuova terra (Nybyggarna), regia di Jan Troell (1972)
- Släpp fångarne loss, det är vår!, regia di Tage Danielsson (1975)
- Le avventure di Picasso (Picassos äventyr), regia di Tage Danielsson (1978)
- Den enfaldige mördaren, regia di Hans Alfredson
- Conversazioni private (Enskilda samtal), regia di Liv Ullmann (1996)
- Jerusalem, regia di Bille August (1996)
- La regina dei castelli di carta (Luftslottet som sprängdes), regia di Daniel Alfredson (2009)

#### Televisione
- Vacanze nell'isola dei gabbiani (Vi på Saltkråkan), (1964)
- Pippi Calzelunghe (Pippi Långstrump), regia di Olle Hellbom (1969)

### Regista
- Stimulantia, ep. La volpe e la virtù (1967)
- Ägget är löst! (1974)
- Den enfaldige mördaren (1982)
- Falsk som vatten (1984)

## Doppiatore
- La tempesta di Shakespeare (Resan till Melonia), regia di Per Åhlin (1989)

## Doppiatori italiani
- Arturo Dominici in La vergogna
- Renato Cortesi in Den enfaldige mördaren
- Dante Biagioni in La regina dei castelli di carta

## Premi e riconoscimenti
Guldbagge
1975: - Miglior regista - Ägget är löst!
1982: - Miglior regista - Den enfaldige mördaren
1986: - Miglior regista - Falsk som vatten
2012: - Premio Guldbagge onorario